# Tr7
Tr7 – oznaczenie na PKP parowozu towarowego niemieckiej serii Br 5641. Powstały cztery egzemplarze tej serii, eksploatowane w Polsce po II wojnie światowej.

## Historia
Cztery parowozy towarowe wykonane zostały w 1941 roku przez berlińską firmę MBA (dawniej Orenstein & Koppel AG) na zamówienie kolei państwa Mandżukuo. Ze względu na wojnę lokomotywy nie zostały jednak wysłane do Azji, a w 1942 roku nabyły je koleje niemieckie DRG. Oznaczono je jako seria 5641 (4101–4104) i skierowano do eksploatacji w Parowozowni Poznań Franowo. Parowozy te miały początkowo nietypowy osprzęt i stanowisko maszynisty umieszczone po lewej stronie. Wszystkie cztery egzemplarze zostały przejęte przez PKP i przekazane do DOKP Warszawa. Służyły do połowy lat 70.
Jeden parowóz Tr7-3 (MBA 13332/1941) został wycofany z eksploatacji w MD Skierniewice w 1972 roku i przeznaczony na egzemplarz muzealny. Pozostawał tam bez zabezpieczenia do lat 90, ulegając dewastacji. W 1991 roku został przeniesiony do Muzeum Kolejnictwa w Jaworzynie Śląskiej, gdzie w 1998 roku ukończono jego renowację.